# Эзенагу, Мэриэнн
Мэриэнн Эзенагу (фр. Maryann Ogochukwu Ezenagu; 25 января 2001, Асаба) — нигерийская футболистка, полузащитница.
Футбольная карьера Мэри-Энн стартовала в гимназии для девочек города Асаба, где она получала образование. Проявив себя на детском уровне, футболистка присоединилась к местной команде «СиАй Эйнжелс».
В апреле 2013 года была вызвана в юниорскую сборную Нигерии, но отказалась посчитав себя слишком молодой (ей было всего 12 лет).
В 2014 году Мэри-Энн Эзенагу заключила первый профессиональный контракт, перейдя в футбольный клуб «Дельта Куинс», где провела шесть лет. В это же время обучалась в школе при политехническом институте Дельты.
Участвовала в чемпионате мира по футболу 2016 года (девушки до 17 лет).
В 2020 году перешла в клуб «Риверс Эйнжелс», с которым стала чемпионом страны. Провела 3 матча в первом розыгрыше лиги чемпионов Африки.
В 2022 году перешла в клуб «Байелса Куинс», с которым провела 5 матчей в розыгрыше лиги чемпионов Африки.
В 2023 году перешла в Санкт-Петербургский Зенит, где провела два сезона и стала чемпионом России 2023 и 2024 годов.

## Достижения
Чемпионат Нигерии
- Чемпион: 2021[англ.]

Чемпионат России
- Чемпион: 2023, 2024